# Dubbelebuurt (Wormerveer)
De Dubbelebuurt is een straat in het Nederlandse dorp Wormerveer gemeente Zaanstad. De Dubbelebuurt is een straat die loopt van het Hennepad en de Zaanweg waarbij aan de andere kant van de straat deze zich splitst in twee straten, dat zijn de Zuideinde en de Celebesstraat. Zijstraten van de Dubbelebuurt zijn het Schoolpad, Fröbelstraat (komt twee keer op de Dubbelebuurt uit, loopt in een U) plus de Warmoesstraat. De straat is ongeveer 130 meter lang.

## Historie
Aan de Dubbelebuurt te Wormerveer staan twee rijksmonumentale panden, op nummer 3 uit 1866 en nummer 10 uit 1885.

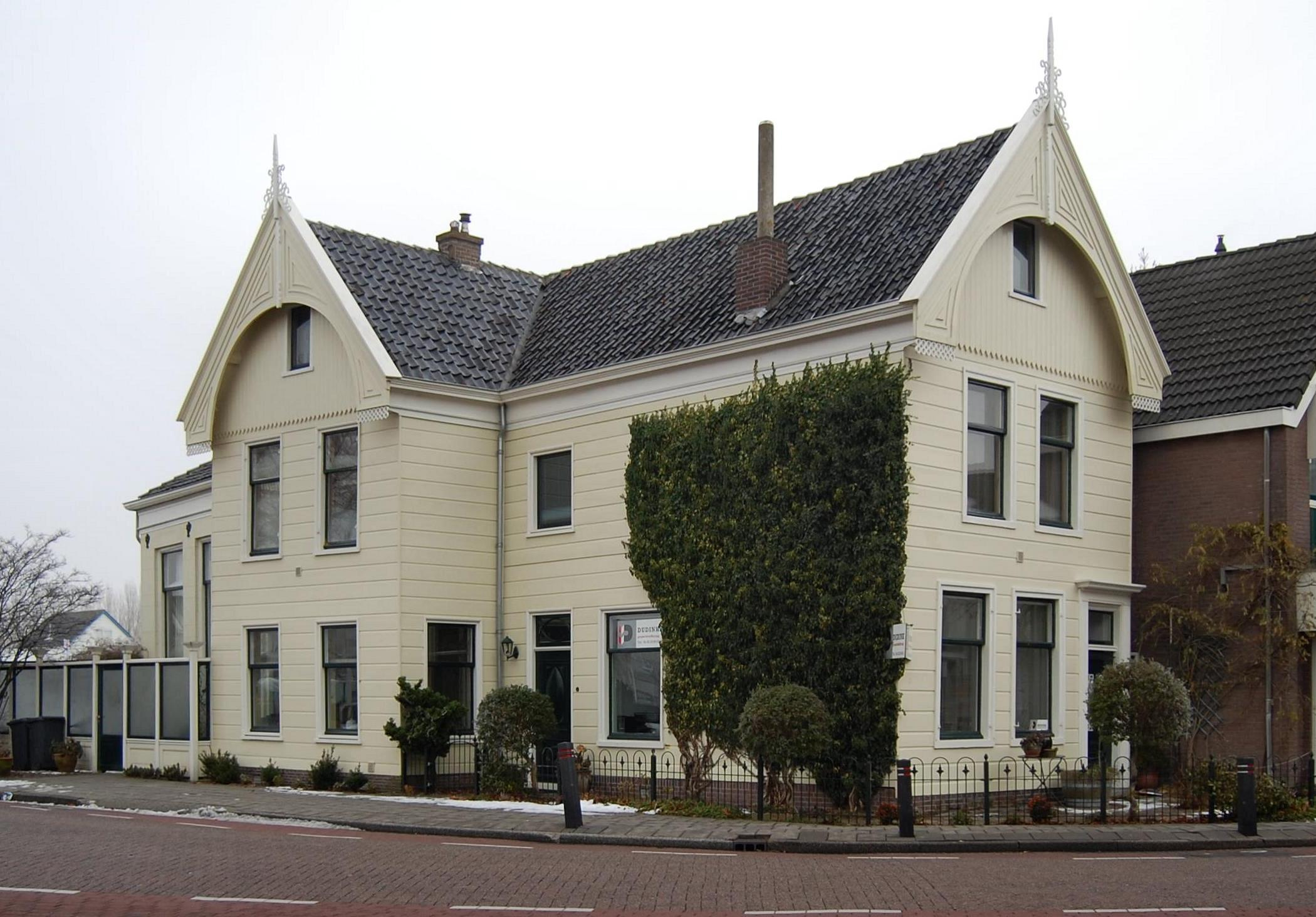
Dubbelebuurt 3 te Wormerveer (rijksmonumenten)

Billitonkade ·
Dubbelebuurt ·
Franklinstraat ·
Hennepad ·
Lassiestraat ·
Marktstraat ·
Noordeinde ·
Stationsweg ·
Zaandijkerweg ·
Zaanweg